# Cetrariella
Cetrariella — рід грибів родини Parmeliaceae. Назва вперше опублікована 1993 року.

## Класифікація
До роду Cetrariella відносять 4 види:
- Cetrariella commixta
- Cetrariella delisei
- Cetrariella fastigiata
- Cetrariella sorediella